# Brunovce
Brunovce jsou obec v okrese Nové Mesto nad Váhom na západním Slovensku. Žije zde 638 obyvatel.

## Historie
Historicky první zmínka o obci pochází z roku 1374.

## Památky
Hlavní dominantou je zde renesanční zámeček, vystavěný v 17. století, který byl v 18. století mírně barokně upraven. Zámek obklopuje anglický park založený v 19. století.

## Galerie

Brunovce
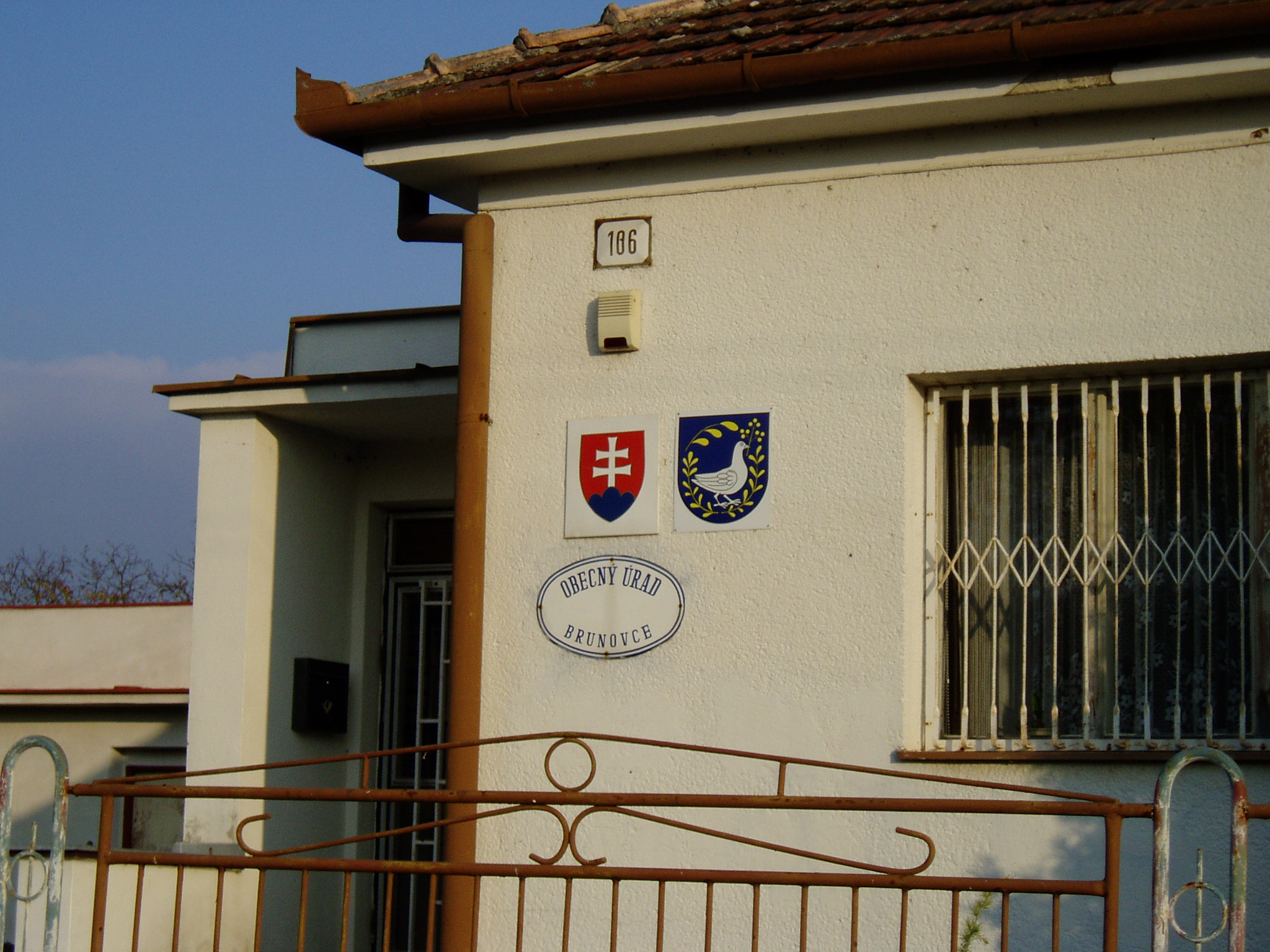
Obecní úřad
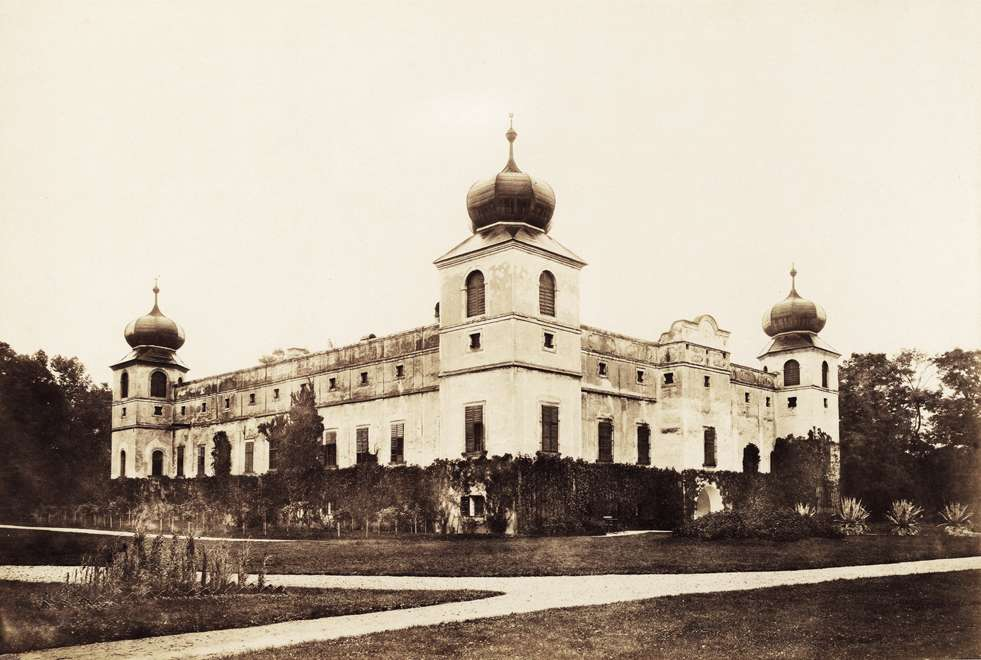
Zámek na snímku z konce 19. století
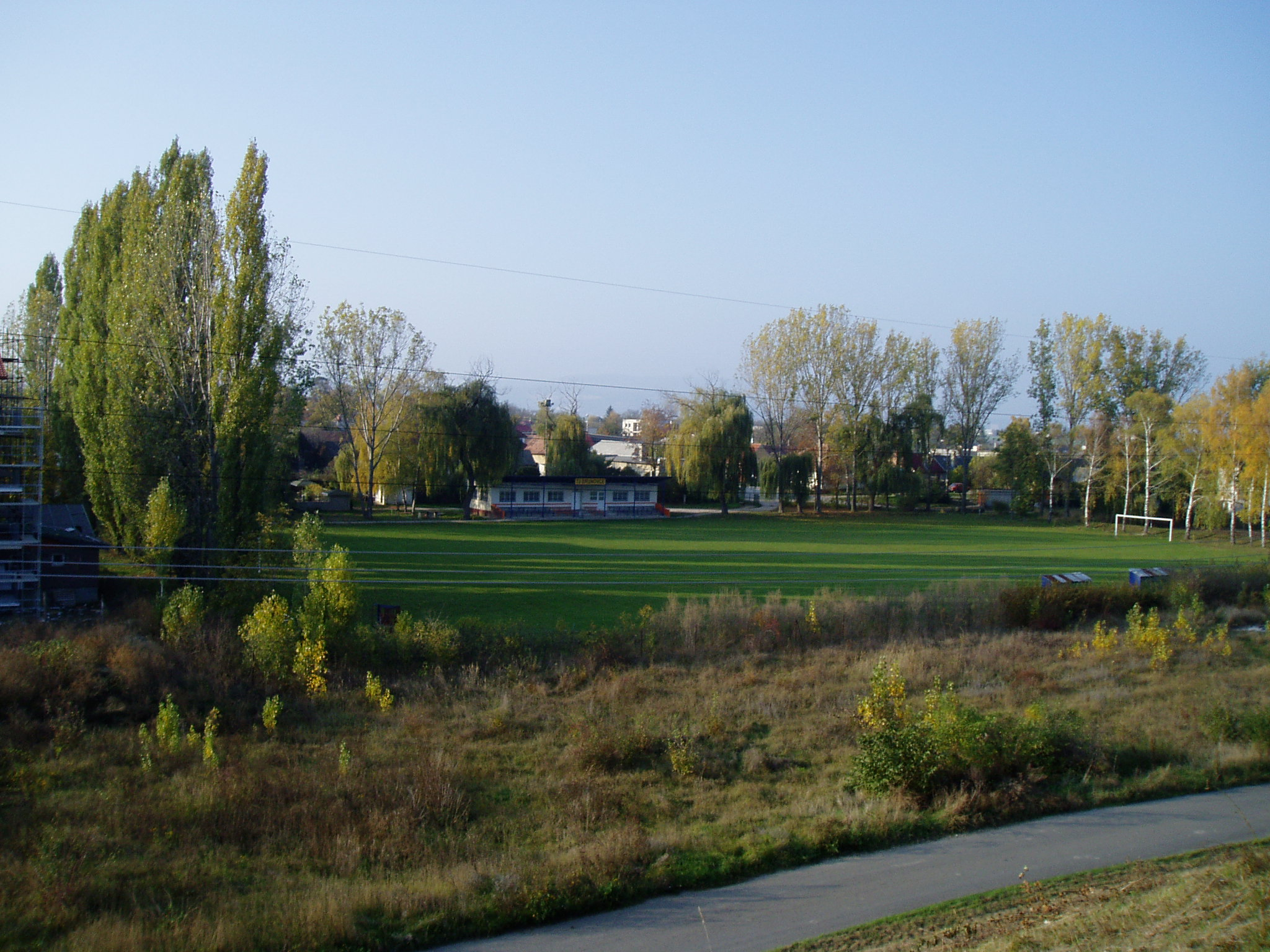
Fotbalový stadion